# Modifiche territoriali e amministrative dei comuni della Valle d'Aosta
Questa pagina riassume tutte le modifiche territoriali ed amministrative dei comuni valdostani dall'Unità ad oggi.
| Cod. Belfiore | Comune                   | Prov.       | Anno | Evento                          | Comune                                         | Provincia      |
| ------------- | ------------------------ | ----------- | ---- | ------------------------------- | ---------------------------------------------- | -------------- |
| A094          | Aias                     | AO Piemonte | 1945 | Cambia Regione                  |                                                | AO             |
| A094          | Aias                     | AO          | 1946 | Cambia Denominazione in         | Ayas                                           | AO             |
| A108          | Aimavilla                | AO Piemonte | 1945 | Cambia Regione                  |                                                | AO             |
| A108          | Aimavilla                | AO          | 1946 | Cambia Denominazione in         | Aymaville                                      | AO             |
| A108          | Aymaville                | AO          | 1976 | Cambia Denominazione in         | Aymavilles                                     | AO             |
| A205          | Alleno                   | AO Piemonte | 1945 | Cambia Regione                  |                                                | AO             |
| A205          | Alleno                   | AO          | 1946 | Cambia Denominazione in         | Allain                                         | AO             |
| A205          | Allain                   | AO          | 1976 | Cambia Denominazione in         | Allein                                         | AO             |
| A305          | Antei Sant'Andrea        | AO Piemonte | 1945 | Cambia Regione                  |                                                | AO             |
| A305          | Antei Sant'Andrea        | AO          | 1946 | Cambia Denominazione in         | Antey Saint André                              | AO             |
| A305          | Antey Saint André        | AO          | 1976 | Cambia Denominazione in         | Antey-Saint-André                              | AO             |
| A424          | Arnaz                    | AO Piemonte | 1945 | Cambia Regione Ante Nascitam    |                                                | AO             |
| A424          | Arnaz                    | AO          | 1946 | Staccato dal Com. di            | Verrès                                         | AO             |
| A424          | Arnaz                    | AO          | 1976 | Cambia Denominazione in         | Arnad                                          | AO             |
| A452          | Arviè                    | AO Piemonte | 1945 | Cambia Regione                  |                                                | AO             |
| A452          | Arviè                    | AO          | 1946 | Cambia Denominazione in         | Arvier                                         | AO             |
| A521          | Avise                    | AO Piemonte | 1945 | Cambia Regione Ante Nascitam    |                                                | AO             |
| A521          | Avise                    | AO          | 1946 | Staccato dal Com. di            | Arvier                                         | AO             |
| A877          | Biona                    | AO Piemonte | 1945 | Cambia Regione                  |                                                | AO             |
| A877          | Biona                    | AO          | 1946 | Cambia Denominazione in         | Bionaz                                         | AO             |
| B192          | Brissogne                | AO Piemonte | 1945 | Cambia Regione Post Mortem      |                                                | AO             |
| B192          | Brissogne                | AO          | 1946 | Ristaccato dal Com. di          | Quart                                          | AO             |
| B230          | Brussone                 | AO Piemonte | 1945 | Cambia Regione                  |                                                | AO             |
| B230          | Brussone                 | AO          | 1946 | Cambia Denominazione in         | Brusson                                        | AO             |
| B491          | Camosio                  | AO Piemonte | 1945 | Cambia Regione                  |                                                | AO             |
| B491          | Camosio                  | AO          | 1946 | Cambia Denominazione in         | Chamois                                        | AO             |
| B540          | Campo Laris              | AO Piemonte | 1945 | Cambia Regione                  |                                                | AO             |
| B540          | Campo Laris              | AO          | 1946 | Cambia Denominazione in         | Champorcher                                    | AO             |
| C282          | Castel Verres            | AO Piemonte | 1945 | Cambia Regione                  |                                                | AO             |
| C282          | Castel Verres            | AO          | 1946 | Cambia Denominazione in         | Verrès                                         | AO             |
| C294          | Castiglion Dora          | AO Piemonte | 1945 | Cambia Regione                  |                                                | AO             |
| C294          | Castiglion Dora          | AO          | 1946 | Cambia Denominazione in         | Châtillon                                      | AO             |
| C592          | Villa Sant'Anselmo       | AO Piemonte | 1945 | Cambia Regione                  |                                                | AO             |
| C592          | Villa Sant'Anselmo       | AO          | 1946 | Cambia Denominazione in         | Challand-Saint-Anselme e Challand-Saint-Victor | AO             |
| C593          | Challant Saint Anselme   | AO Piemonte | 1945 | Cambia Regione Ante Nascitam    |                                                | AO             |
| C593          | Challant Saint Anselme   | AO          | 1946 | Staccato dal Com. di            | Challand-Saint-Anselme e Challand-Saint-Victor | AO             |
| C593          | Challant Saint Anselme   | AO          | 1976 | Cambia Denominazione in         | Challand-Saint-Anselme                         | AO             |
| C594          | Challant Saint Victor    | AO Piemonte | 1945 | Cambia Regione Ante Nascitam    |                                                | AO             |
| C594          | Challant Saint Victor    | AO          | 1946 | Staccato dal Com. di            | Challand-Saint-Anselme e Challand-Saint-Victor | AO             |
| C594          | Challant Saint Victor    | AO          | 1976 | Cambia Denominazione in         | Challand-Saint-Victor                          | AO             |
| C595          | Ciambave                 | AO Piemonte | 1945 | Cambia Regione                  |                                                | AO             |
| C595          | Ciambave                 | AO          | 1946 | Cambia Denominazione in         | Chambave                                       | AO             |
| C596          | Champdepraz              | AO Piemonte | 1945 | Cambia Regione Ante Nascitam    |                                                | AO             |
| C596          | Champdepraz              | AO          | 1946 | Staccato dal Com. di            | Montjovet                                      | AO             |
| C598          | Charvensod               | AO Piemonte | 1945 | Cambia Regione Ante Nascitam    |                                                | AO             |
| C598          | Charvensod               | AO          | 1946 | Staccato dal Com. di            | Aosta                                          | AO             |
| D012          | Cormaiore                | AO Piemonte | 1945 | Cambia Regione                  |                                                | AO             |
| D012          | Cormaiore                | AO          | 1946 | Cambia Denominazione in         | Courmayeur                                     | AO             |
| D338          | Donas                    | AO Piemonte | 1945 | Cambia Regione                  |                                                | AO             |
| D338          | Donas                    | AO          | 1946 | Cambia Denominazione in         | Donnaz                                         | AO             |
| D338          | Donnaz                   | AO          | 1976 | Cambia Denominazione in         | Donnas                                         | AO             |
| D356          | Dovia di Aosta           | AO Piemonte | 1945 | Cambia Regione                  |                                                | AO             |
| D356          | Dovia di Aosta           | AO          | 1946 | Cambia Denominazione in         | Doues                                          | AO             |
| D402          | Émarèse                  | AO Piemonte | 1945 | Cambia Regione Ante Nascitam    |                                                | AO             |
| D402          | Émarèse                  | AO          | 1946 | Staccato dal Com. di            | Montjovet                                      | AO             |
| D402          | Émarèse                  | AO          | 1976 | Cambia Denominazione in         | Émarèse                                        | AO             |
| D444          | Etroble                  | AO Piemonte | 1945 | Cambia Regione                  |                                                | AO             |
| D444          | Etroble                  | AO          | 1946 | Cambia Denominazione in         | Étroubles                                      | AO             |
| D537          | Fénis                    | AO Piemonte | 1945 | Cambia Regione Ante Nascitam    |                                                | AO             |
| D537          | Fénis                    | AO          | 1946 | Staccato dal Com. di            | Nus                                            | AO             |
| D666          | Fontainemore             | AO Piemonte | 1945 | Cambia Regione Ante Nascitam    |                                                | AO             |
| D666          | Fontainemore             | AO          | 1946 | Staccato dal Com. di            | Lillianes                                      | AO             |
| D839          | Gaby                     | AO Piemonte | 1945 | Cambia Regione Ante Nascitam    |                                                | AO             |
| D839          | Gaby                     | AO          | 1952 | Staccato dal Com. di            | Issime                                         | AO             |
| E029          | Gignod                   | AO Piemonte | 1945 | Cambia Regione Ante Nascitam    |                                                | AO             |
| E029          | Gignod                   | AO          | 1946 | Staccato dal Com. di            | Aosta                                          | AO             |
| E165          | Gressan                  | AO Piemonte | 1945 | Cambia Regione Ante Nascitam    |                                                | AO             |
| E165          | Gressan                  | AO          | 1946 | Staccato dal Com. di            | Aosta                                          | AO             |
| E166          | Gressonei                | AO Piemonte | 1945 | Cambia Regione                  |                                                | AO             |
| E166          | Gressonei                | AO          | 1946 | Cambia Denominazione in         | Gressoney                                      | AO             |
| E167          | Gressoney La Trinité     | AO Piemonte | 1945 | Cambia Regione Ante Nascitam    |                                                | AO             |
| E167          | Gressoney La Trinité     | AO          | 1948 | Staccato dal Com. di            | Gressoney                                      | AO             |
| E167          | Gressoney La Trinité     | AO          | 1976 | Cambia Denominazione in         | Gressoney-La-Trinité                           | AO             |
| E168          | Gressoney Saint Jean     | AO Piemonte | 1945 | Cambia Regione Ante Nascitam    |                                                | AO             |
| E168          | Gressoney Saint Jean     | AO          | 1948 | Staccato dal Com. di            | Gressoney                                      | AO             |
| E168          | Gressoney Saint Jean     | AO          | 1976 | Cambia Denominazione in         | Gressoney-Saint-Jean                           | AO             |
| E273          | Hône                     | AO          | 1945 | Cambia Regione Ante Nascitam    |                                                | AO             |
| E273          | Hône                     | AO          | 1946 | Staccato dal Com. di            | Bard                                           | AO             |
| E306          | Introd                   | AO Piemonte | 1945 | Cambia Regione Ante Nascitam    |                                                | AO             |
| E306          | Introd                   | AO          | 1946 | Staccato (in Parte) dal Com. di | Val di Rema                                    | AO             |
| E306          | Introd                   | AO          | 1946 | Staccato (in Parte) dal Com. di | Villeneuve                                     | AO             |
| E391          | Jovençan                 | AO Piemonte | 1945 | Cambia Regione Ante Nascitam    |                                                | AO             |
| E391          | Jovençan                 | AO          | 1946 | Staccato dal Com. di            | Aosta                                          | AO             |
| E458          | Sala Dora                | AO Piemonte | 1945 | Cambia Regione                  |                                                | AO             |
| E458          | Sala Dora                | AO          | 1946 | Cambia Denominazione in         | La Salle                                       | AO             |
| E470          | Porta Littoria           | AO Piemonte | 1945 | Cambia Regione                  |                                                | AO             |
| E470          | Porta Littoria           | AO          | 1946 | Cambia Denominazione in         | La Thuile                                      | AO             |
| E470          | La Thuile                | AO          | 1947 | Trasferito (in Parte) a         | Francia                                        | Savoia Francia |
| E587          | Lilliana                 | AO Piemonte | 1945 | Cambia Regione                  |                                                | AO             |
| E587          | Lilliana                 | AO          | 1946 | Cambia Denominazione in         | Lillianes                                      | AO             |
| F367          | Mongiove                 | AO Piemonte | 1945 | Cambia Regione                  |                                                | AO             |
| F367          | Mongiove                 | AO          | 1946 | Cambia Denominazione in         | Montjovet                                      | AO             |
| F726          | Valdigna d'Aosta         | AO Piemonte | 1945 | Cambia Regione                  |                                                | AO             |
| F726          | Valdigna d'Aosta         | AO          | 1946 | Cambia Denominazione in         | Morgex                                         | AO             |
| G012          | Oiasse                   | AO Piemonte | 1945 | Cambia Regione                  |                                                | AO             |
| G012          | Oiasse                   | AO          | 1946 | Cambia Denominazione in         | Oyace                                          | AO             |
| G045          | Ollomonte                | AO Piemonte | 1945 | Cambia Regione                  |                                                | AO             |
| G045          | Ollomonte                | AO          | 1946 | Cambia Denominazione in         | Ollomont                                       | AO             |
| G459          | Perloz                   | AO Piemonte | 1945 | Cambia Regione Ante Nascitam    |                                                | AO             |
| G459          | Perloz                   | AO          | 1946 | Staccato dal Com. di            | Pont-Saint-Martin                              | AO             |
| G545          | Pianboseto               | AO Piemonte | 1945 | Cambia Regione                  |                                                | AO             |
| G545          | Pianboseto               | AO          | 1946 | Cambia Denominazione in         | Pont Bozet                                     | AO             |
| G545          | Pont Bozet               | AO          | 1976 | Cambia Denominazione in         | Pontboset                                      | AO             |
| G794          | Pollein                  | AO Piemonte | 1945 | Cambia Regione Ante Nascitam    |                                                | AO             |
| G794          | Pollein                  | AO          | 1946 | Staccato dal Com. di            | Aosta                                          | AO             |
| G854          | Ponte San Martino        | AO Piemonte | 1945 | Cambia Regione                  |                                                | AO             |
| G854          | Ponte San Martino        | AO          | 1946 | Cambia Denominazione in         | Pont Saint Martin                              | AO             |
| G854          | Pont Saint Martin        | AO          | 1976 | Cambia Denominazione in         | Pont-Saint-Martin                              | AO             |
| G860          | Pontey                   | AO Piemonte | 1945 | Cambia Regione Ante Nascitam    |                                                | AO             |
| G860          | Pontey                   | AO          | 1946 | Staccato dal Com. di            | Châtillon                                      | AO             |
| H042          | San Desiderio Terme      | AO Piemonte | 1945 | Cambia Regione                  |                                                | AO             |
| H042          | San Desiderio Terme      | AO          | 1946 | Cambia Denominazione in         | Pré Saint Didier                               | AO             |
| H042          | Pré Saint Didier         | AO          | 1976 | Cambia Denominazione in         | Pré-Saint-Didier                               | AO             |
| H110          | Quarto Praetoria         | AO Piemonte | 1945 | Cambia Regione                  |                                                | AO             |
| H110          | Quarto Praetoria         | AO          | 1946 | Cambia Denominazione in         | Quart                                          | AO             |
| H261          | Val di Rema              | AO Piemonte | 1945 | Cambia Regione                  |                                                | AO             |
| H262          | Rhêmes Notre Dame        | AO Piemonte | 1945 | Cambia Regione Ante Nascitam    |                                                | AO             |
| H262          | Rhêmes Notre Dame        | AO          | 1946 | Staccato dal Com. di            | Val di Rema                                    | AO             |
| H262          | Rhêmes Notre Dame        | AO          | 1976 | Cambia Denominazione in         | Rhêmes-Notre-Dame                              | AO             |
| H263          | Rhêmes Saint Georges     | AO Piemonte | 1945 | Cambia Regione Ante Nascitam    |                                                | AO             |
| H263          | Rhêmes Saint Georges     | AO          | 1946 | Staccato dal Com. di            | Val di Rema                                    | AO             |
| H263          | Rhêmes Saint Georges     | AO          | 1976 | Cambia Denominazione in         | Rhêmes-Saint-Georges                           | AO             |
| H497          | Roisan                   | AO Piemonte | 1945 | Cambia Regione Ante Nascitam    |                                                | AO             |
| H497          | Roisan                   | AO          | 1946 | Staccato dal Com. di            | Aosta                                          | AO             |
| H669          | Saint Christophe         | AO Piemonte | 1945 | Cambia Regione Ante Nascitam    |                                                | AO             |
| H669          | Saint Christophe         | AO          | 1946 | Staccato dal Com. di            | Aosta                                          | AO             |
| H669          | Saint Christophe         | AO          | 1976 | Cambia Denominazione in         | Saint-Christophe                               | AO             |
| H670          | Saint Denis              | AO Piemonte | 1945 | Cambia Regione Ante Nascitam    |                                                | AO             |
| H670          | Saint Denis              | AO          | 1946 | Staccato dal Com. di            | Chambave                                       | AO             |
| H670          | Saint Denis              | AO          | 1976 | Cambia Denominazione in         | Saint Denis                                    | AO             |
| H671          | Saint Marcel             | AO Piemonte | 1945 | Cambia Regione Ante Nascitam    |                                                | AO             |
| H671          | Saint Marcel             | AO          | 1946 | Staccato dal Com. di            | Quart                                          | AO             |
| H671          | Saint Marcel             | AO          | 1976 | Cambia Denominazione in         | Saint-Marcel                                   | AO             |
| H672          | Saint Nicolas            | AO Piemonte | 1945 | Cambia Regione Ante Nascitam    |                                                | AO             |
| H672          | Saint Nicolas            | AO          | 1946 | Staccato dal Com. di            | Villeneuve                                     | AO             |
| H672          | Saint Nicolas            | AO          | 1976 | Cambia Denominazione in         | Saint-Nicolas                                  | AO             |
| H673          | Sant'Eugenio             | AO Piemonte | 1945 | Cambia Regione                  |                                                | AO             |
| H673          | Sant'Eugenio             | AO          | 1946 | Cambia Denominazione in         | Saint Oyen                                     | AO             |
| H673          | Saint Oyen               | AO          | 1976 | Cambia Denominazione in         | Saint-Oyen                                     | AO             |
| H674          | Saint Pierre             | AO Piemonte | 1945 | Cambia Regione Ante Nascitam    |                                                | AO             |
| H674          | Saint Pierre             | AO          | 1946 | Staccato dal Com. di            | Villeneuve                                     | AO             |
| H674          | Saint Pierre             | AO          | 1976 | Cambia Denominazione in         | Saint-Pierre                                   | AO             |
| H675          | San Remigio              | AO Piemonte | 1945 | Cambia Regione                  |                                                | AO             |
| H675          | San Remigio              | AO          | 1946 | Cambia Denominazione in         | Saint Rhémy                                    | AO             |
| H675          | Saint Rhémy              | AO          | 1991 | Cambia Denominazione in         | Saint-Rhémy-en-Bosses                          | AO             |
| H676          | San Vincenzo della Fonte | AO Piemonte | 1945 | Cambia Regione                  |                                                | AO             |
| H676          | San Vincenzo della Fonte | AO          | 1946 | Cambia Denominazione in         | Saint Vincent                                  | AO             |
| H676          | Saint Vincent            | AO          | 1976 | Cambia Denominazione in         | Saint-Vincent                                  | AO             |
| I442          | Sarre                    | AO Piemonte | 1945 | Cambia Regione Ante Nascitam    |                                                | AO             |
| I442          | Sarre                    | AO          | 1946 | Staccato dal Com. di            | Aosta                                          | AO             |
| L217          | Torgnone                 | AO Piemonte | 1945 | Cambia Regione                  |                                                | AO             |
| L217          | Torgnone                 | AO          | 1946 | Cambia Denominazione in         | Torgnon                                        | AO             |
| L582          | Valgrisenza              | AO Piemonte | 1945 | Cambia Regione                  |                                                | AO             |
| L582          | Valgrisenza              | AO          | 1946 | Cambia Denominazione in         | Valgrisanche                                   | AO             |
| L582          | Valgrisanche             | AO          | 1976 | Cambia Denominazione in         | Valgrisenche                                   | AO             |
| L643          | Valpellina               | AO Piemonte | 1945 | Cambia Regione                  |                                                | AO             |
| L643          | Valpellina               | AO          | 1946 | Cambia Denominazione in         | Valpelline                                     | AO             |
| L647          | Valsavara                | AO Piemonte | 1945 | Cambia Regione                  |                                                | AO             |
| L647          | Valsavara                | AO          | 1946 | Cambia Denominazione in         | Valsavaranche                                  | AO             |
| L647          | Valsavaranche            | AO          | 1976 | Cambia Denominazione in         | Valsavarenche                                  | AO             |
| L654          | Valtornenza              | AO Piemonte | 1945 | Cambia Regione                  |                                                | AO             |
| L654          | Valtornenza              | AO          | 1946 | Cambia Denominazione in         | Valtournanche                                  | AO             |
| L654          | Valtournanche            | AO          | 1976 | Cambia Denominazione in         | Valtournenche                                  | AO             |
| L783          | Verrayes                 | AO Piemonte | 1945 | Cambia Regione Ante Nascitam    |                                                | AO             |
| L783          | Verrayes                 | AO          | 1946 | Staccato dal Com. di            | Chambave                                       | AO             |
| L981          | Villanova Baltea         | AO Piemonte | 1945 | Cambia Regione                  |                                                | AO             |
| L981          | Villanova Baltea         | AO          | 1946 | Cambia Denominazione in         | Villeneuve                                     | AO             |